# Superman punch

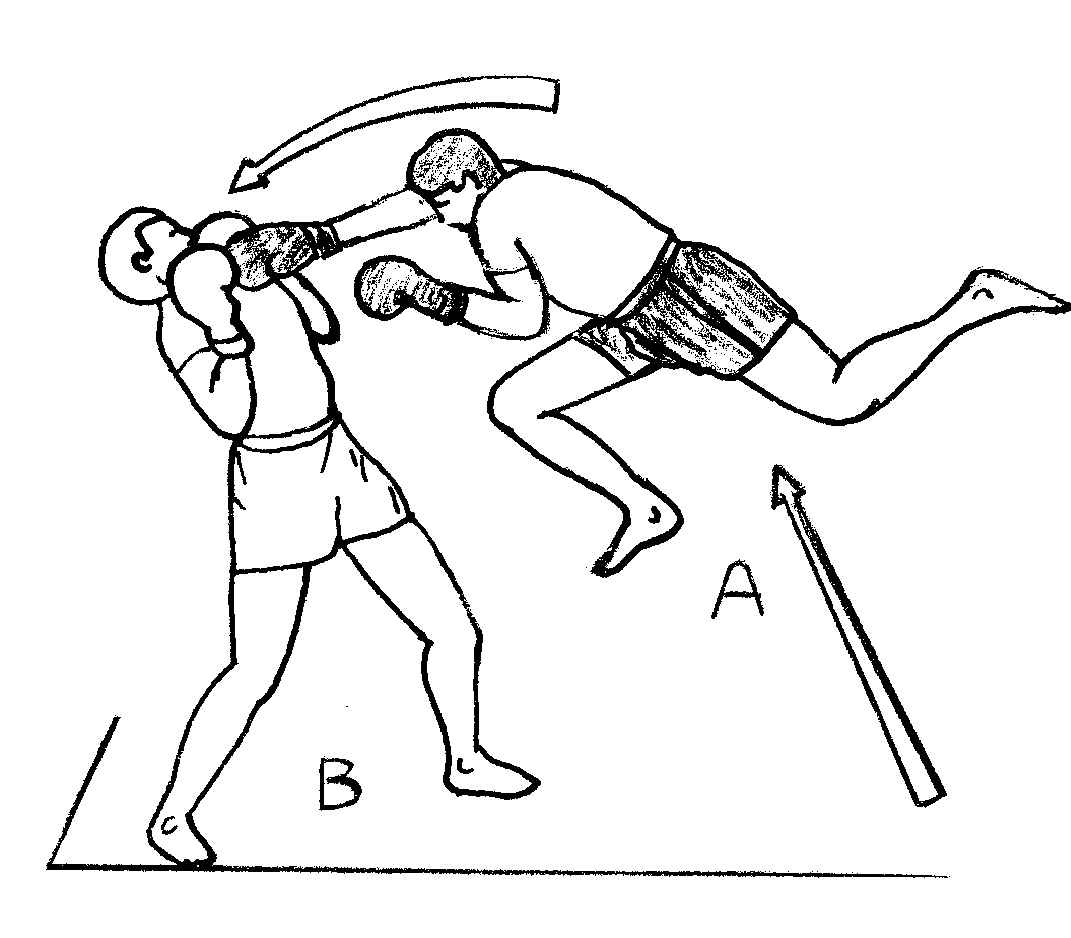
Superman punch en boxeo birmano.

Superman punch (en español, Puño de Superman), también conocido como cobra punch, falcon punch, jumping punch o diving punch, es una técnica boxística utilizada en diversas artes marciales, sobre todo muay thai, kickboxing, sanshou y taekwondo ITF, aún que también es usada en el boxeo donde solo contará como falta si se patea al rival.
 El movimiento consiste en lanzar una pierna hacia delante para fingir una patada, y al instante retraerla hacia atrás al tiempo que se ejecuta un salto para lanzar un puñetazo cruzado con mayor impulso. La técnica también se ha adoptado en la lucha libre profesional, y actualmente es un movimiento de firma de los luchadores Roman Reigns, Ricochet (también conocido como Prince Pumb).
Una variación consiste en empujar desde la valla con el pie opuesto antes del golpe.